# Wilhelm Reiffenstein
Wilhelm Reiffenstein oder  von Reifenstein (* um 1482 in Bommersheim; † kurz vor dem 9. Mai 1538 in Frankfurt am Main) war ein deutscher Humanist, Rentmeister und späterer Kanzler des Grafen Botho zu Stolberg und Freund Philipp Melanchthons und Martin Luthers, dessen Schwager er war.

## Leben

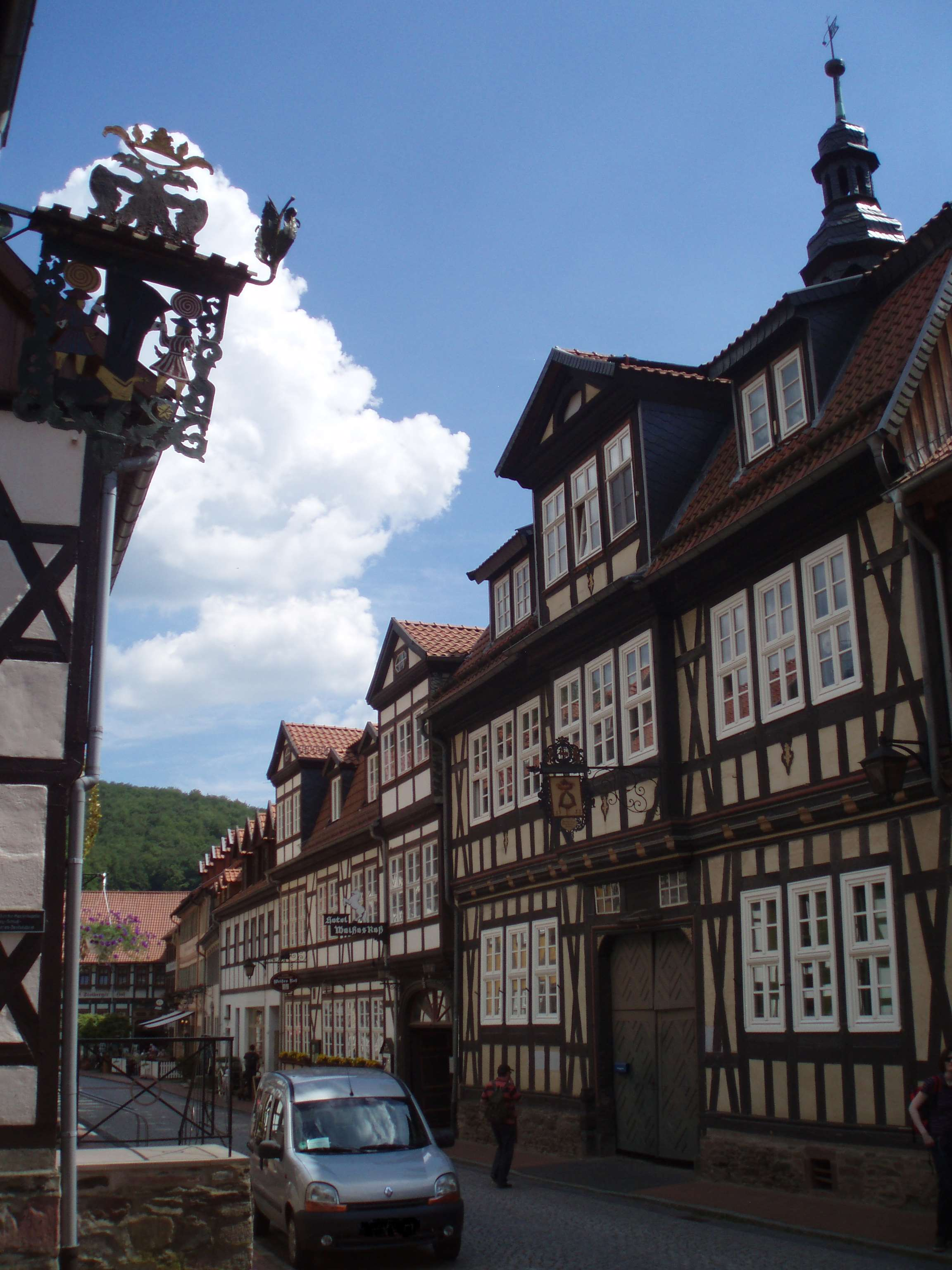
An der Stelle des Anwesens von Wilhelm Reiffenstein errichtetes Waisenhaus in Stolberg, Rittergasse 7

Er ist der Sohn des Königsteiner Schultheißen Wilhelm Curio Reiffenstein und der Elisabeth Schäffner aus Bommersheim. 1502 trat er nach einer humanistischen Ausbildung in den Dienst des gräflichen Hauses Stolberg und wurde 1507 [1508] zum gräflichen Rentmeister der beiden Harzgrafschaften Stolberg (Harz) und Wernigerode ernannt. Später wurde er gräflicher Kanzler und war damit oberster Verwaltungsbeamter des regierenden Grafen Botho zu Stolberg bis zu dessen Tod 1538. Reiffenstein bereitete die Einführung der Reformation in den stolbergischen Herrschaften vor und verfügte über einen relativ großen Freundeskreis, darunter mehrere Humanisten. In seiner Freizeit beschäftigte er sich mit klassischen Werken sowie antiken Münzen und Kunst. Er gilt als ein Numismatiker und wurde u. a. von Melanchthon um Rat befragt, als dieser im Jahre 1522 die in der Bibel genannten Münzangaben in damals gültige Münzwerte und deren Kaufkraft umrechnen wollte.
Zu den erhalten gebliebenen Briefen Martin Luthers an Wilhelm Reiffenstein in Stolberg zählt derjenige vom 4. September 1528 aus Wittenberg.
Am 30. Juni 1532 bestätigte ihm Kaiser Karl V. in Regensburg das gewählte Humanistenwappen, den griechischen Sänger und Dichter Arion von Lesbos nackt mit der Harfe auf einem Delphin sitzend. Die entsprechende antikisierende Skizze hatte Wilhelm Reiffenstein selbst entworfen und gezeichnet.
1536 erwarb er mit anderen Vertretern der Stadt Leipzig, darunter auch Hieronymus Lotter, die Seigerhütte und die Hammerschmiede unterhalb von Ludwigsstadt. So war er neben seinen Kanzleidiensten auch Grundbesitzer und ein geschickter Unternehmer. Reiffenstein nutzte seine Kontakte und dienstliche Reisen, um Warenhandel zu betreiben, so stieg er zu einem der wohlhabendsten Bürger Stolbergs auf. Er pflegte auch geschäftliche Kontakte zu den Grafen von Mansfeld und zu Mansfelder Hüttenmeistern wie dem eng mit Luther befreundeten Hans Reinicke. Genau wie Jacob Luther war auch er mit einer Tochter des Hüttenmeisters Hans Meme aus Hettstedt verheiratet.
Wilhelm Reiffenstein starb auf einer Reise nach Frankfurt am Main um den 9. Mai 1538.
Das umfangreiche Anwesen, das Wilhelm Reiffenstein in der Eselgasse in der Stadt Stolberg (Harz) besaß, wurde in der 1. Hälfte des 18. Jahrhunderts abgerissen. An gleicher Stelle entstand in der heutigen Rittergasse 7 im Jahre 1717 das gräflich-stolbergische Waisenhaus, dessen Gebäude noch heute als repräsentatives Fachwerk im Stadtbild vorhanden ist.

## Familie
Im Alter von etwa 35 Jahren heiratete er im Sommer oder Herbst 1514 Barbara geborene Meme oder Mehme, die aus einer Hettstedter Bürgerfamilie stammte und die Tochter von Hans Meme/Mehme war. Eine Schwester von ihr nahm den Bruder von Martin Luther, Jacob Luther zum Ehemann. Barbara Reiffenstein lebte noch im März 1575.
Wilhelm Reifenstein hinterließ drei Söhne:
- Wilhelm (Curio) Reiffenstein (* um 1515; † 1579) lebte in Wernigerode, wo er 1547 Philipp von Melanchthon nach der Schlacht bei Mühlberg Zuflucht gewährte,
- Albrecht Reiffenstein († nach 1575), trat in den Dienst der Herzogs Albert von Bayern in Ingolstadt
- Johann Wilhelm Reiffenstein (* um 1520; † 19. März 1575), disputierte 1536 an der Universität Wittenberg, trat in den Dienst des Herzogs Johann Wilhelm von Sachsen